# Atyrau
Atyrau ([ɑtəˈrɑw]ⓘ en kazajo: Атырау/Atyraý, en árabe: أتيراو‎, en ruso: Атырау) es la capital de la provincia homónima en Kazajistán. Se ubica a 2700 km al oeste de Almatý y 350 km al este de la ciudad rusa de Astracán, y a orillas del río Ural, cerca de su desembocadura en el mar Caspio. Geográficamente la provincia se considera como parte de Europa por la posición estratégica donde se encuentra.
El moderno Atyrau es famoso por su petróleo y las industrias pesqueras. Cuenta con 195 674 habitantes, en comparación con 142 500 en 1999, el 90 % son kazajos (hasta de 80 %), el resto son en su mayoría rusos y de otros grupos étnicos como los tártaros y los ucranianos. Desde junio de 2018 su alcalde es Alimuhammed Kuttumuratuly.

## Geografía
Atyrau (junto con Aktau) es la principal ciudad portuaria kazaja en el mar Caspio, situada en el delta del río Ural. Al estar dividida por el Ural, que es una de las fronteras geográficas tradicionales entre Europa y Asia, suele ser considerada como una ciudad transcontinental.

### Clima
| Parámetros climáticos promedio de Atirau (1991-2020) | Parámetros climáticos promedio de Atirau (1991-2020) | Parámetros climáticos promedio de Atirau (1991-2020) | Parámetros climáticos promedio de Atirau (1991-2020) | Parámetros climáticos promedio de Atirau (1991-2020) | Parámetros climáticos promedio de Atirau (1991-2020) | Parámetros climáticos promedio de Atirau (1991-2020) | Parámetros climáticos promedio de Atirau (1991-2020) | Parámetros climáticos promedio de Atirau (1991-2020) | Parámetros climáticos promedio de Atirau (1991-2020) | Parámetros climáticos promedio de Atirau (1991-2020) | Parámetros climáticos promedio de Atirau (1991-2020) | Parámetros climáticos promedio de Atirau (1991-2020) | Parámetros climáticos promedio de Atirau (1991-2020) |
| Mes                                                  | Ene.                                                 | Feb.                                                 | Mar.                                                 | Abr.                                                 | May.                                                 | Jun.                                                 | Jul.                                                 | Ago.                                                 | Sep.                                                 | Oct.                                                 | Nov.                                                 | Dic.                                                 | Anual                                                |
| ---------------------------------------------------- | ---------------------------------------------------- | ---------------------------------------------------- | ---------------------------------------------------- | ---------------------------------------------------- | ---------------------------------------------------- | ---------------------------------------------------- | ---------------------------------------------------- | ---------------------------------------------------- | ---------------------------------------------------- | ---------------------------------------------------- | ---------------------------------------------------- | ---------------------------------------------------- | ---------------------------------------------------- |
| Temp. máx. abs. (°C)                                 | 10.5                                                 | 15.0                                                 | 26.3                                                 | 32.5                                                 | 38.9                                                 | 42.8                                                 | 42.7                                                 | 44.6                                                 | 40.1                                                 | 29.6                                                 | 20.0                                                 | 11.8                                                 | 44.6                                                 |
| Temp. máx. media (°C)                                | -3.0                                                 | -1.3                                                 | 6.8                                                  | 17.3                                                 | 25.3                                                 | 31.3                                                 | 33.7                                                 | 32.2                                                 | 24.7                                                 | 15.6                                                 | 5.3                                                  | -1.2                                                 | 15.6                                                 |
| Temp. media (°C)                                     | -6.4                                                 | -5.6                                                 | 1.9                                                  | 11.6                                                 | 19.4                                                 | 25.1                                                 | 27.4                                                 | 25.6                                                 | 18.4                                                 | 10.2                                                 | 1.5                                                  | -4.2                                                 | 10.4                                                 |
| Temp. mín. media (°C)                                | -9.3                                                 | -9.0                                                 | -2.1                                                 | 6.5                                                  | 13.7                                                 | 18.8                                                 | 21.0                                                 | 19.2                                                 | 12.7                                                 | 5.5                                                  | -1.6                                                 | -7.0                                                 | 5.7                                                  |
| Temp. mín. abs. (°C)                                 | -37.9                                                | -37.4                                                | -32.3                                                | -12.3                                                | -2.3                                                 | 2.3                                                  | 8.1                                                  | 4.8                                                  | -5.7                                                 | -15.7                                                | -29.8                                                | -35.8                                                | -37.9                                                |
| Precipitación total (mm)                             | 16                                                   | 12                                                   | 16                                                   | 17                                                   | 28                                                   | 17                                                   | 12                                                   | 10                                                   | 9                                                    | 18                                                   | 16                                                   | 16                                                   | 187                                                  |
| Nevadas (cm)                                         | 3                                                    | 6                                                    | 2                                                    | 0                                                    | 0                                                    | 0                                                    | 0                                                    | 0                                                    | 0                                                    | 0                                                    | 1                                                    | 2                                                    | 14                                                   |
| Días de lluvias (≥ 1 mm)                             | 4                                                    | 4                                                    | 6                                                    | 8                                                    | 9                                                    | 7                                                    | 6                                                    | 5                                                    | 5                                                    | 8                                                    | 10                                                   | 6                                                    | 78                                                   |
| Días de nevadas (≥ 1 mm)                             | 14                                                   | 11                                                   | 7                                                    | 1                                                    | 0                                                    | 0                                                    | 0                                                    | 0                                                    | 0                                                    | 1                                                    | 5                                                    | 11                                                   | 50                                                   |
| Horas de sol                                         | 98                                                   | 138                                                  | 167                                                  | 245                                                  | 311                                                  | 330                                                  | 343                                                  | 323                                                  | 267                                                  | 196                                                  | 105                                                  | 75                                                   | 2598                                                 |
| Humedad relativa (%)                                 | 84                                                   | 80                                                   | 74                                                   | 58                                                   | 50                                                   | 45                                                   | 45                                                   | 46                                                   | 52                                                   | 64                                                   | 80                                                   | 84                                                   | 63.5                                                 |
| Fuente n.º 1: Погода и климат                        |                                                      |                                                      |                                                      |                                                      |                                                      |                                                      |                                                      |                                                      |                                                      |                                                      |                                                      |                                                      |                                                      |
| Fuente n.º 2: NOAA (sun only, 1961-1990)             |                                                      |                                                      |                                                      |                                                      |                                                      |                                                      |                                                      |                                                      |                                                      |                                                      |                                                      |                                                      |                                                      |

## Deporte
- El único equipo de Atyrau es FC Atyrau que compite en la Liga Premier y la Copa de Kazajistán.

## Historia
Fue fundada en 1645 como un fuerte de madera, con el nombre de Nizhny Yaitzky Gorodok, por el comerciante ruso Mikhaylo Guryev, un nativo de Yaroslavl, especializado en el comercio con Jiva y Bujará. La ciudad es conocida por ser el lugar de nacimiento de Timur Bekmambetov, uno de los directores más exitosos de Kazajistán.

## Demografía
| Gráfica de evolución de Atyrau entre 1897 y 2020 |
|                                                  |

## Galería

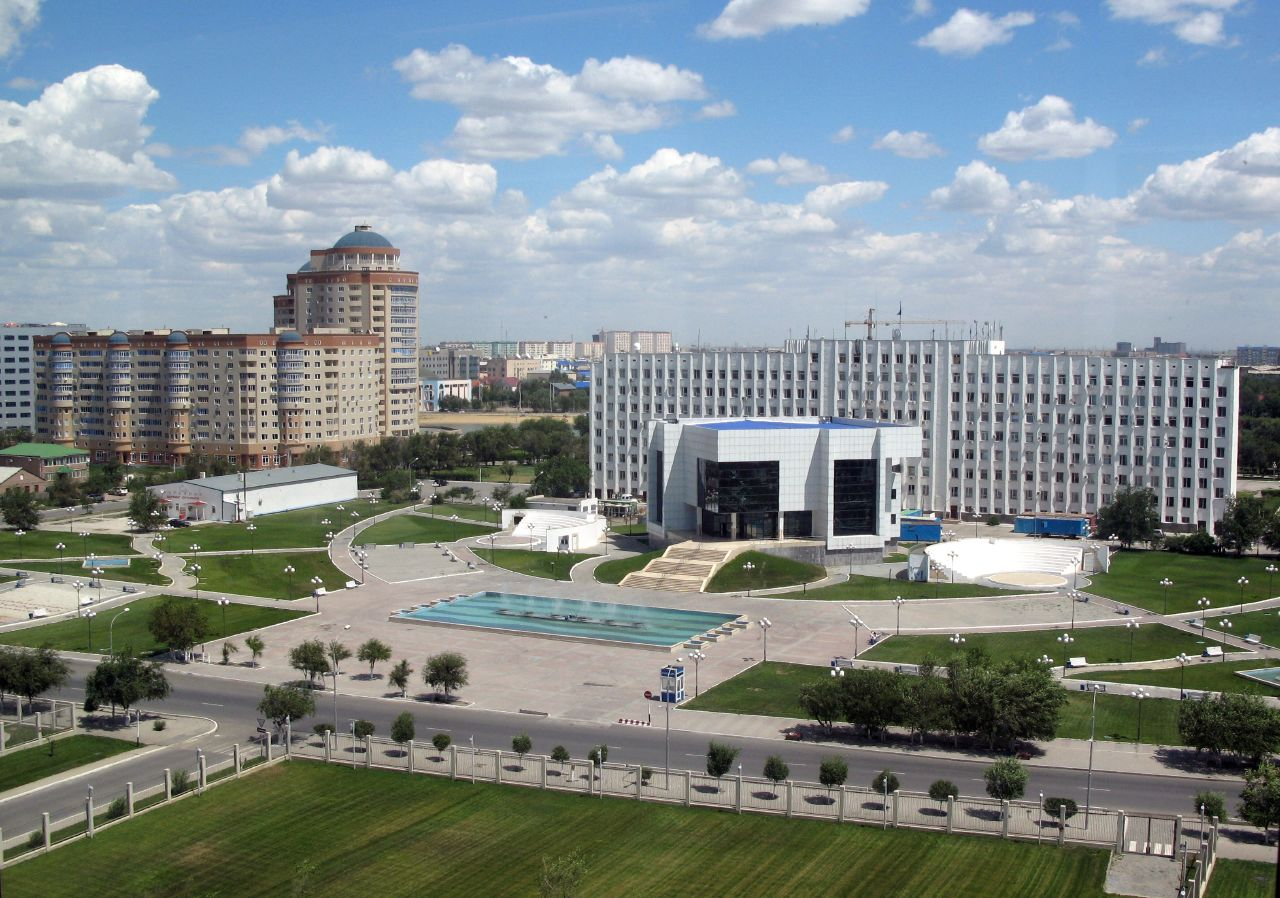
Акимат Атырау
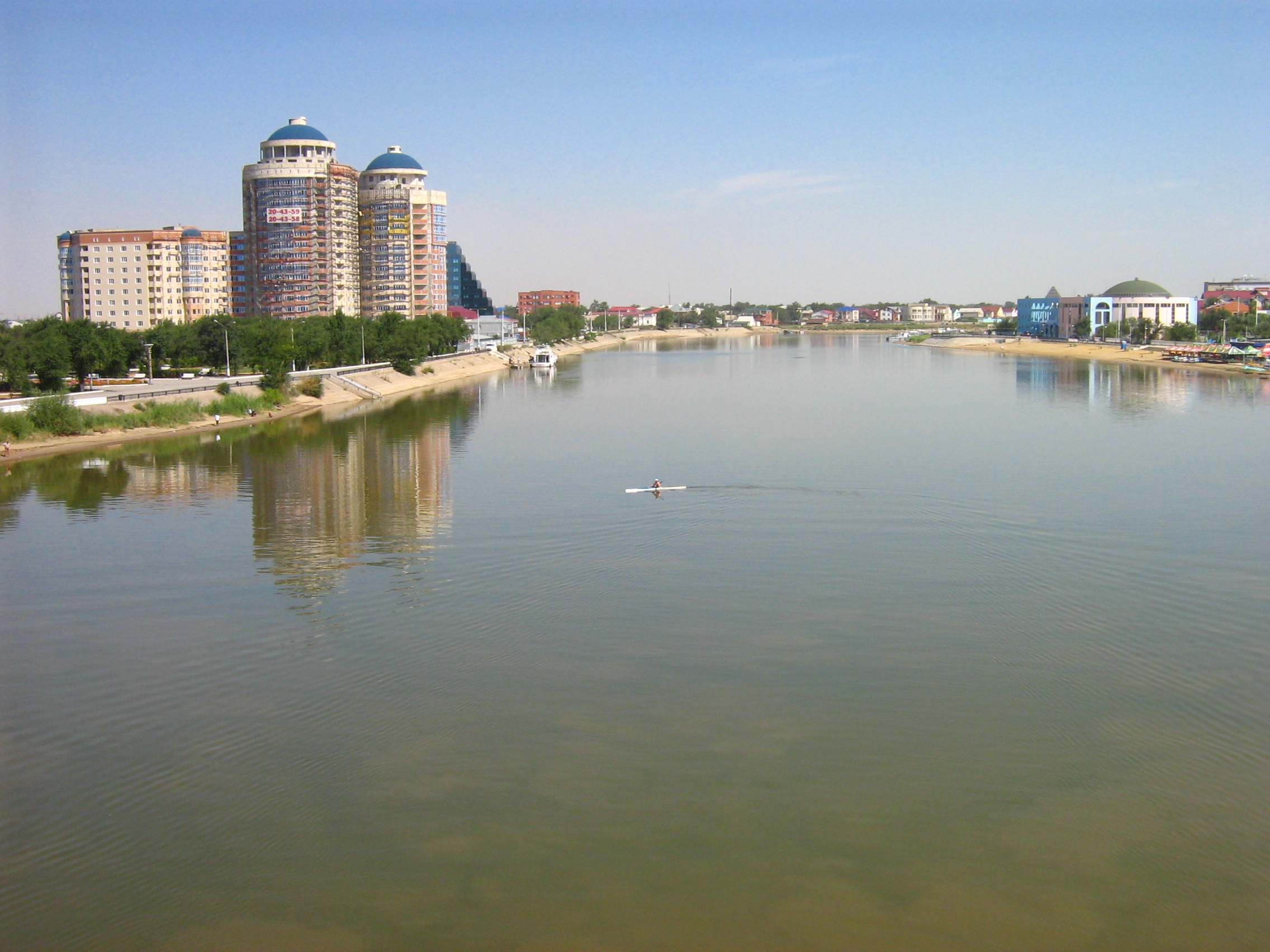
El Ural sobre Atyrau
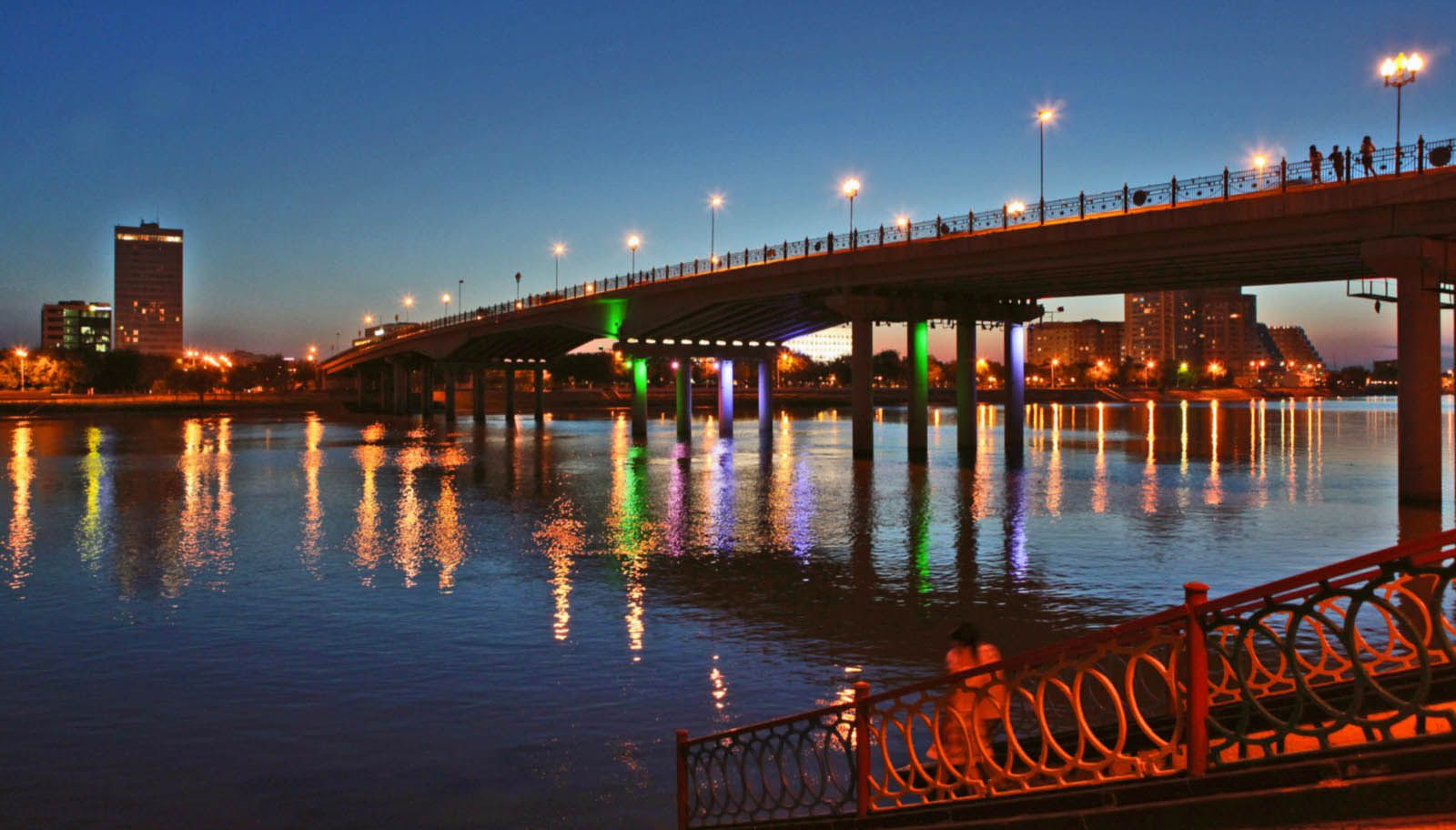
Ural

## Ciudades hermanadas
- Aktau - Kazajistán
- Oral - Kazajistán
- Aktobe - Kazajistán
- Astracán - Rusia
- Syktyvkar - Rusia
- Shirván - Azerbaiyán
- Asdod - Israel
- Aberdeen - Reino Unido